# Ingibjörg Sigurðardóttir
Ingibjörg Sigurðardóttir, född den 7 oktober 1997 i Grindavik, är en isländsk fotbollsspelare.

## Biografi
Ingibjörg Sigurðardóttir inledde sin seniorkarriär i Grindavik år 2011. 2012 flyttade hon till Breiðablik för att 2018 värvas av Djurgården. Hon har även spelat för Vålerenga innan hon kontrakterades av Brøndby IF. Hon har även representerat det isländska damlandslaget där hon debuterade 2017.